# فرودگاه کاهولوی
فرودگاه کاهولوی (به انگلیسی: Kahului Airport) یک فرودگاه همگانی بهره‌برداری هوایی (۲۰۰۹) با کد یاتا OGG است که یک باند فرود آسفالت دارد و طول باند آن ۲۱۳۲ متر است. این فرودگاه در کشور ایالات متحده آمریکا قرار دارد و در ارتفاع ۱۶ متری از سطح دریا واقع شده است.

## شرکت‌های هواپیمایی و مقصدهای پروازی
| شرکت‌های هواپیمایی                            | مقصدهای پروازی |
| -------------------------------------------- | --- |
| ایر کانادا روژ                               | ونکوور فصلی: کالگری |
| آلاسکا ایرلاینز                              | اوکلند، پورتلند، سکرامنتو، سن دیه‌گو، سان خوزه، سیاتل-تاکوما فصلی: تد استیونز انکوریج، بلینگهم                                           |
| امریکن ایرلاینز                              | دالاس-فورت ورث، لس‌آنجلس، فینکس اسکای هاربر                                                                                              |
| دلتا ایرلاینز                                | لس‌آنجلس، سالت‌لیک‌سیتی (آغاز از ۲۱ دسامبر ۲۰۱۷)، سیاتل-تاکوما                                                                             |
| Hawaiian Airlines                            | هیلو، بین الملی هونولولو، کونا، لس‌آنجلس، لیهوئه، اوکلند، پورتلند (برقراری مجدد از ۱۸ ژانویه ۲۰۱۸)، سانفرانسیسکو، سان خوزه، سیاتل-تاکوما |
| Island Air                                   | بین الملی هونولولو |
| Mokulele Airlines                            | هانا، بین الملی هونولولو، کالاوپاپا، کونا، مولوکای، ویمه-کوهالا                                                                         |
| ʻOhana by Hawaiian اجرا توسط Empire Airlines | هیلو، کونا، کاپالوا، مولوکای |
| یونایتد ایرلاینز                             | اوهر شیکاگو، دنور، لس‌آنجلس، سانفرانسیسکو                                                                                                |
| ویرجین آمریکا                                | لس‌آنجلس، سانفرانسیسکو |
| وست جت                                       | ونکوور فصلی: کالگری، ادمونتون |